# Vlasta Mottlová
Vlasta Mottlová roz. Vrbková (* 19. září 1953) je československá hráčka basketbalu. Je vysoká 185 cm. Je zařazena na čestné listině mistrů sportu. V roce 2015 zařazena do Síně slávy České basketbalové federace.

## Sportovní kariéra
V basketbalovém reprezentačním družstva Československa v letech 1973 až 1979 hrála celkem 210 utkání a má podíl na dosažených sportovních výsledcích. Zúčastnila se Olympijských her 1976 (Montreal, Kanada) – 4. místo, Mistrovství světa 1975 v Kolumbii – 3. místo, tří Mistrovství Evropy 1974, 1976, 1978, na nichž získala dvě stříbrné medaile za druhá místa na ME 1972 a 1974 a dvě bronzové medaile za třetí místa na MS 1975 a ME 1978.
V československé basketbalové lize žen hrála celkem 12 sezón (1972–1986), z toho 5 sezón (1972–1977) za družstvo Jiskry Kyjov (3. místo 1975 a 4. místo 1976), 2 sezóny (1977–1979) za KPS Brno (4. místo 1979), 4 sezóny (1979–1984) za SCP Ružomberok a 1 sezónu (1985/86) za družstvo Lokomotiva Karlovy Vary. V sezónách 1976/77 a 1978/79 byla dvakrát vybrána do nejlepší pětice hráček československé ligy. Je na pátém místě v dlouhodobé tabulce střelkyň československé basketbalové ligy žen za období 1963–1993 s počtem 4674 bodů. S klubem KPS Brno se zúčastnila dvou ročníků Evropského poháru Liliany Ronchetti (1978, 1979) s účastí ve čtvrtfinálové skupině.,, 
Sestra Eva Vrbková – dvojče (nar. 19.09.1953), je vysoká 183 cm, Hrála za Československo na Mistrovství světa v basketbalu žen 1975 v Kolumbii – 3. místo (16 bodů, 6 zápasů). V československé basketbalové lize žen hrála 14 sezón v letech 1972–1986 za kluby Jiskra Kyjov (1972–1976, 3. místo 1975), Slovan Bratislava (1976–1978, 2x3. místo), ZŤS Košice (1978–1985, 3. místo 1985) a Lokomotiva Karlovy Vary (1985/86). Získala čtyři bronzové medaile za 3. místa a je na 16. místě střelecké tabulky ligy s počtem 3538 bodů. Je zařazena na čestné listině mistrů sportu.

## Sportovní statistiky

### Kluby
- 1972–1977 Jiskra Kyjov, 5 sezón a 1 bronzová medaile za 3. místo (1975), 4. (1976), 6. (1977), 7. (1974), 8. (1973)
- 1977–1979 KPS Brno, 2 sezóny: 4. místo (1979), 5. (1978)
- 1979–1984 SCP Ružomberok, 4 sezóny: 2x 6. (1980, 1981), 7. (1983), 8. (1984)
- 1985/86 Lokomotiva Karlovy Vary, 1 sezóna: 8. (1986)
- Celkem 10 sezón (1972–1986) a 1 medailové umístění (3. místo 1975) a 2x 4. místo (1976, 1979)
- 1976–1979: nejlepší pětka hráček ligy – zařazena 2x: 1976/77, 1978/79
- 2015 zařazena do Síně slávy České basketbalové federace

### Evropské poháry
- S klubem KPS Brno – Pohár Liliany Ronchetti, účast ve čtvrtfinálové skupině 1978 (4 zápasy 2-2) a 1979 (6 zápasů 4-2)

### Československo
- Olympijské hry 1976 Montreal (12 bodů /3 zápasy) 4. místo
- Mistrovství světa: 1975 Cali, Kolumbie (19 /4) 3. místo
- Mistrovství Evropy: 1974 Cagliari, Itálie (26 /6), 1976 Clermont Ferrand, Francie (28 /4) 2. místo, 1978 Poznaň, Polsko (61 /8) 3. místo, celkem na 3 ME 115 bodů /18 zápasů
- 1973–1979 celkem 210 mezistátních zápasů, na OH, MS a ME celkem 146 bodů v 25 zápasech
- Titul mistryně sportu